# Омельченки (Сумський район)
Оме́льченки — село в Україні, у Річківській сільській громаді Сумського району Сумської області. Населення становить 12 осіб. До 2018 орган місцевого самоврядування - Горобівська сільська рада.

## Географія
Село Омельченки розташоване на правому березі річки Вир, вище за течією примикає село Біловишневе, нижче за течією на відстані 1 км розташоване село Коваленки, на протилежному березі село Воронівка.
Річка у цьому місці звивиста, утворює лимани, стариці та заболочені озера.
За 2 км пролягає автомобільний шлях Т 1908.

## Історія
- Село постраждало внаслідок геноциду українського народу, проведеного урядом СССР 1923–1933 та 1946–1947 роках[джерело?].
- 12 червня 2020 року, відповідно до Розпорядження Кабінету Міністрів України № 723-р «Про визначення адміністративних центрів та затвердження територій територіальних громад Сумської області» увійшло до складу Річківської сільської громади[1].
- 19 липня 2020 року, в результаті адміністративно-територіальної реформи та ліквідації  Білопільського району, село увійшло до складу новоутвореного Сумського району[2].